# Гилл, Мадж
Мадж Гилл (англ. Madge Gill, урождённая Мод Этель Идс (англ. Maude Ethel Eades); 1882, Истхэм, ныне Большой Лондон — 1961, Лондон) — английская художница, писательница и оккультист.

## Жизнь и творчество
Мадж Гилл была незаконнорождённым ребёнком и до 10 лет воспитывалась матерью и тёткой, которые скрывали от окружающих её существование. В 1892 году она была отдана в дом сирот. В 12 лет девочка уезжает в Канаду, где она работает на ферме, однако в 19-летнем возрасте возвращается на родину. В 1903 году, при посредничестве тётки Мадж знакомится со спиритизмом и астрологией. В 1907 она выходит замуж за своего кузена, которому рожает затем трёх сыновей, один из которых рождается мёртвым, а другой умирает во время эпидемии «испанки». Сама Мадж также тяжело заболевает гриппом и слепнет на левый глаз.
В 1919 году, в возрасте 37 лет Гилл внезапно начинает писать литературные произведения, рисовать и художественно вышивать. Как она впоследствии рассказывала: «Я чувствовала себя полностью наполненной некоей неведомой силой, о которой ничего конкретного не могу сказать. Вначале я должна была вышивать, затем меня переполнял настоящий поток вдохновения и я должна была писать, преимущественно на библейские темы. Потом нечто заставляло меня рисовать.» М. Гилл работала по ночам, при свете масляной лампы. Рисовала она чёрной и цветной тушью на картоне, бумаге и полосах хлопчатобумажной ткани. Её сын позднее запишет: «Это было 3 марта 1920 года…она впала в транс, и некий весьма прогрессивный дух Мирнинерест (Myrninerest) становится её повелителем.».
Наиболее длинное полотно М. Гилл достигает 11 метров. Художница создаёт также и малоформатные произведения, которые величиной не превышают почтовую открытку. Главная тема её работ — женские головы, украшенные необычными шляпами на фоне различных архитектурно-геометрических пейзажей. Она быстро работает, создавая до 20 произведений в неделю.
После смерти мужа в 1933 году М. Гилл начинает устраивать спиритические сеансы и проводить астрологические консультации. Она впервые также выставляет свои художественные работы, её замечает и обсуждает пресса. В то же время Гилл отказывается их продавать, называя свои картины собственностью духа Мирнинереста. Художница, однако, создаёт и сотни небольших почтовых карточек, на обратной стороне которых излагает свои мысли по различным вопросам — о воскрешении из мёртвых, спиритизме, Древнем Египте, планете Марс и т. п. В 1958 году Мадж Гилл прекращает рисовать. После её смерти у неё в квартире, в шкафах и под кроватью были обнаружены сотни рисунков.

## Галерея
- Фотопортрет М. Гилл и одна из её работ  (недоступная ссылка с 12-05-2013 [4330 дней])
- Одна из работ М. Гилл